# Burchio
Il bùrchio o bùrcio è una grossa imbarcazione da carico in uso nella laguna di Venezia.
Si tratta di un battello di grandi dimensioni dal fondo piatto per poter navigare agevolmente nei bassi fondali della laguna. Realizzato tradizionalmente in legno, presenta una lunghezza variabile tra i 20 e i 35 metri con un pescaggio massimo di due metri. 
È dotato di due alberi, uno a prua e l'altro a poppa, con velatura al terzo e manovra tramite un timone a barra situato al centro della poppa. 
La prua presenta una caratteristica forma a punta rialzata. 
I bordi sono disposti quasi perpendicolari al fondo per aumentare la capacità di carico.
È caratterizzato da un ponte con un ampio boccaporto centrale per l'accesso alle due stive.
Per secoli è stata l'imbarcazione di trasporto merci più utilizzata per il traffico fluviale e lagunare. Oltre alla propulsione a vela, viene spinto da remi o grosse pertiche. In passato era anche trainato da argani o funi nei tratti fluviali appositamente attrezzati. 
I modelli più recenti sono realizzati in metallo e spinti da motori diesel.